# Loi Krathong

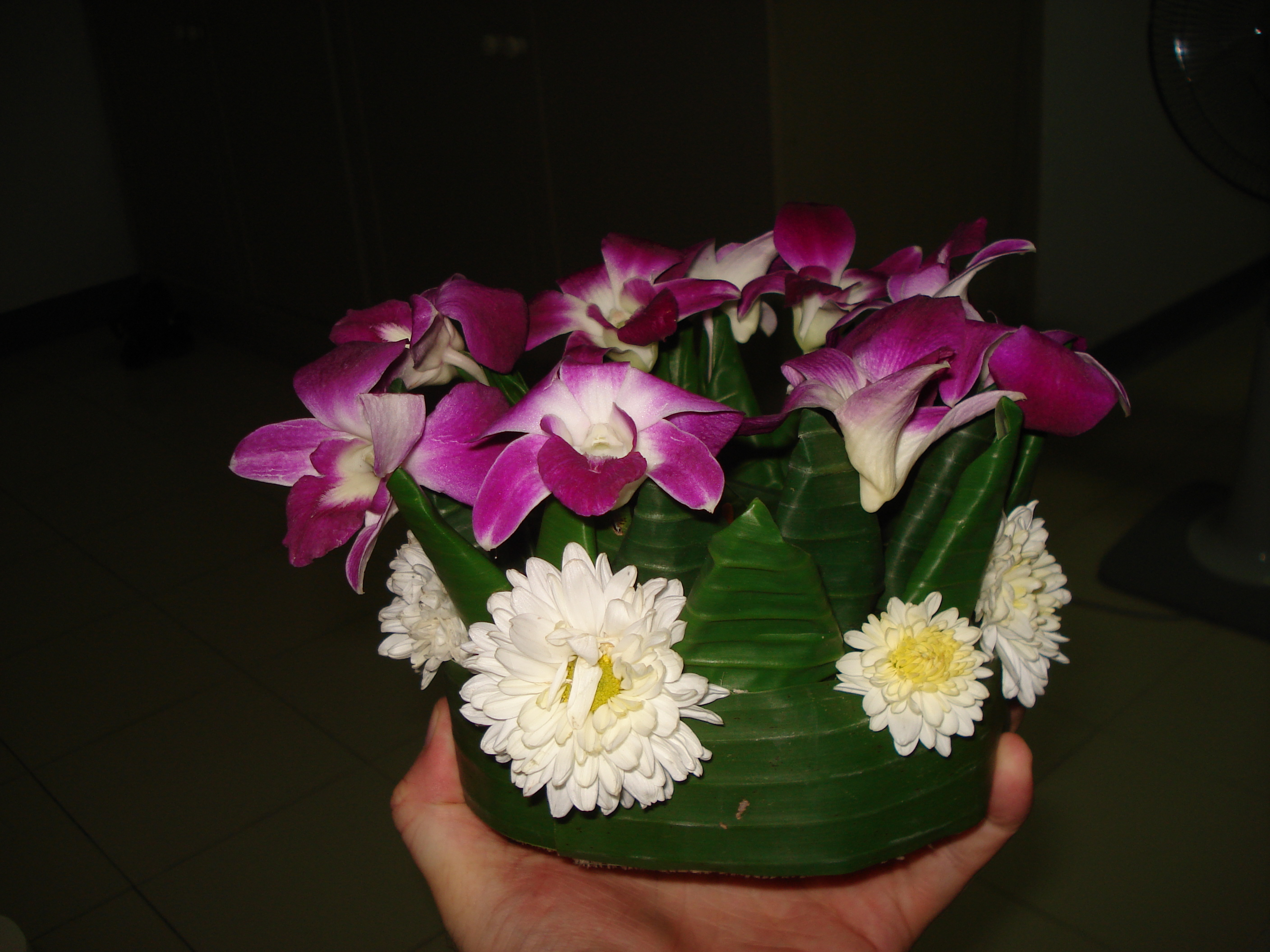
Kézzel készített krathong, banánfából és banánlevelekből, virágokkal díszítve

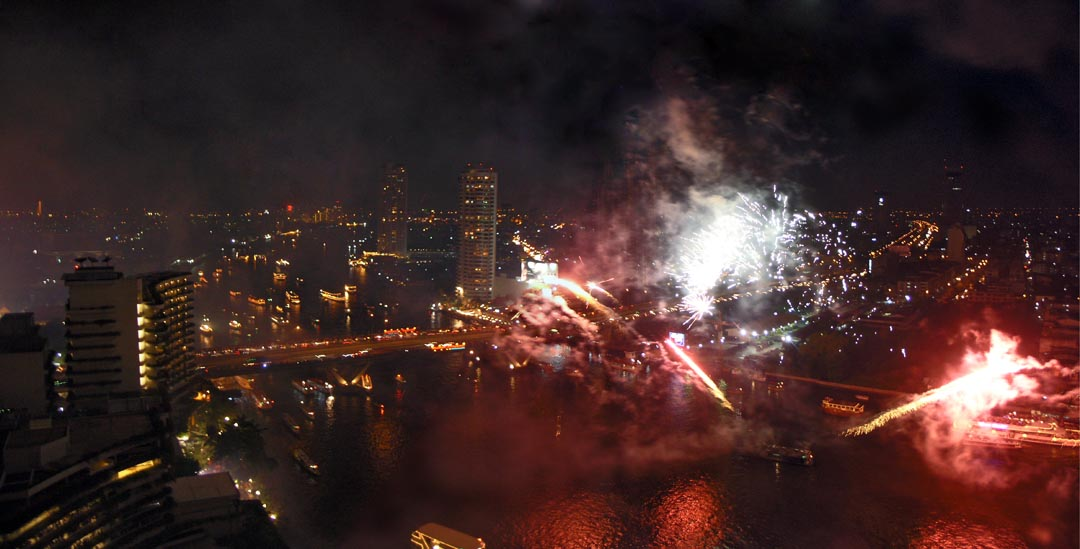
Tüzijáték a Chao Phraya folyón, Loi Krathong fesztivál, Bangkok, 2004. november

A Loi Krathong  (thai: ลอยกระทง) egy, a délnyugati tai népek kultúrái (Thaiföld, Laosz, Shan, Thanintharyi, Kelantan, Kedah, és Xishuangbanna) körében évente megrendezett fesztivál. Nevének szó szerinti fordítása annyit tesz, mint "kosarat úsztatni", és egy népi hagyományból, a krathong, vagy más néven díszített kosárka készítéséből ered, melyet később a vízre bocsátanak. 2016-ban november 15-én tartják.

## Áttekintés
A Loi Krathong-ot a hagyományos thai holdnaptár 12. hónapjának teliholdkor tartják. A nyugati naptárrendszer szerint ez általában novemberre esik.
A Royal Institute Dictionary 1999, szerint a loi (ลอย) szó azt jelenti, hogy „lebegni”, míg a krathong (กระทง) szónak több jelentése is van, melyek közül az egyik a "Loi Krathong-i „vízi kosár”. A krathong  szó további fordításai: lebegő korona, lebegő csónak, lebegő dekoráció. A hagyományos krathongot a banánfa törzsének egy darabjából, vagy pókliliomból készítik. A modern krathongokat viszont gyakran kenyérből, vagy hungarocellből csinálják. A kenyérből készült krathong pár nap alatt szétbomlik és a halak eledele lesz. A banánfa krathong szintúgy lebomlik, de a hungarocell krathongokat néhány esetben betiltják, mivel szennyezik a folyókat, gyakran évekbe telik, mire lebomlanak. A krathongot gondosan hajtogatott banánlevelekkel, füstölőkkel, és egy gyertyával díszítik. Néha még egy érmét is helyeznek a kosárba, felajánlásként a folyami szellemeknek.
Telihold éjszakáján a thaiok vízre bocsátják krathongjaikat, eközben kívánnak valamit. A fesztivál egy ősi rituáléból eredeztethető, mely során a vízi szellemeknek nyilvánítanak tiszteletet.
Kormányirodák, vállalatok, és más szervezetek nagyobb, díszesebb krathongokat engednek vízre. A legjobb krathongok közt verseny folyik. A szépségverseny és a tűzijáték mára már bevett kiegészítői az eseménynek.
A Loi Krathongról gyakran állítják, hogy egy Nopphamat nevű udvarhölgy indította a Sukhothai királyságban. Mára már tudjuk, hogy Nopphamat meséje egy korai Bangkok korabeli versből származik. A H.M. VI. Rama király 1863-as műve szerint ez egy Brahmanicei fesztivál volt, amit a Thai buddhisták vettek át Thaiföldön, hogy Buddhának tisztelegjenek vele. A gyertyákkal Buddha fényének hódolnak, míg a lebegő Krathong a haragtól, és gyűlölettől való megszabadulást szimbolizálja. Az emberek gyakran levágott körmöt, és hajat helyeznek a krathong-ra, a múltbeli sérelmektől, és negatív gondolatoktól való megválás jeleként. Sok thai a hálájának kifejezésére használja a krathongot, a víz Istennője Phra Mae Khongkha felé(Thai:พระแม่คงคา).
A fesztivált kísérő szépségverseny Nopphamat királynőről kapta a nevét. Egy legenda szerint Nang Nopphamat (Thai:นางนพมาศ; másképp "Noppamas" vagy "Nopamas") a 13. században Sukhothai király Sri Indraditya hitvese volt, és ő volt az első aki a krathongot a vízre bocsátotta. Bár ez egy új történet melyet a 19. század első felében énekeltek meg. Nincs rá bizonyíték, hogy Nang Nopphamat valaha létezett volna. Viszont annyi bizonyos, hogy így hívták egy III. Rama király uralkodása végén kiadott regény főszereplőjét. Az ő karaktere útmutatásként szolgált minden nőnek, aki a közszolgaként kívánt élni. 
A Kelantan Malaysia-ban hasonlóképp ünnepli a Loi Krathong-ot, főként a Tumpat térségben. Malajziában a turizmusért felelős minisztérium turistalátványosságként tartja számon az ünnepet. Sokan érkeznek az ünnepségre évente.

### Yi Peng

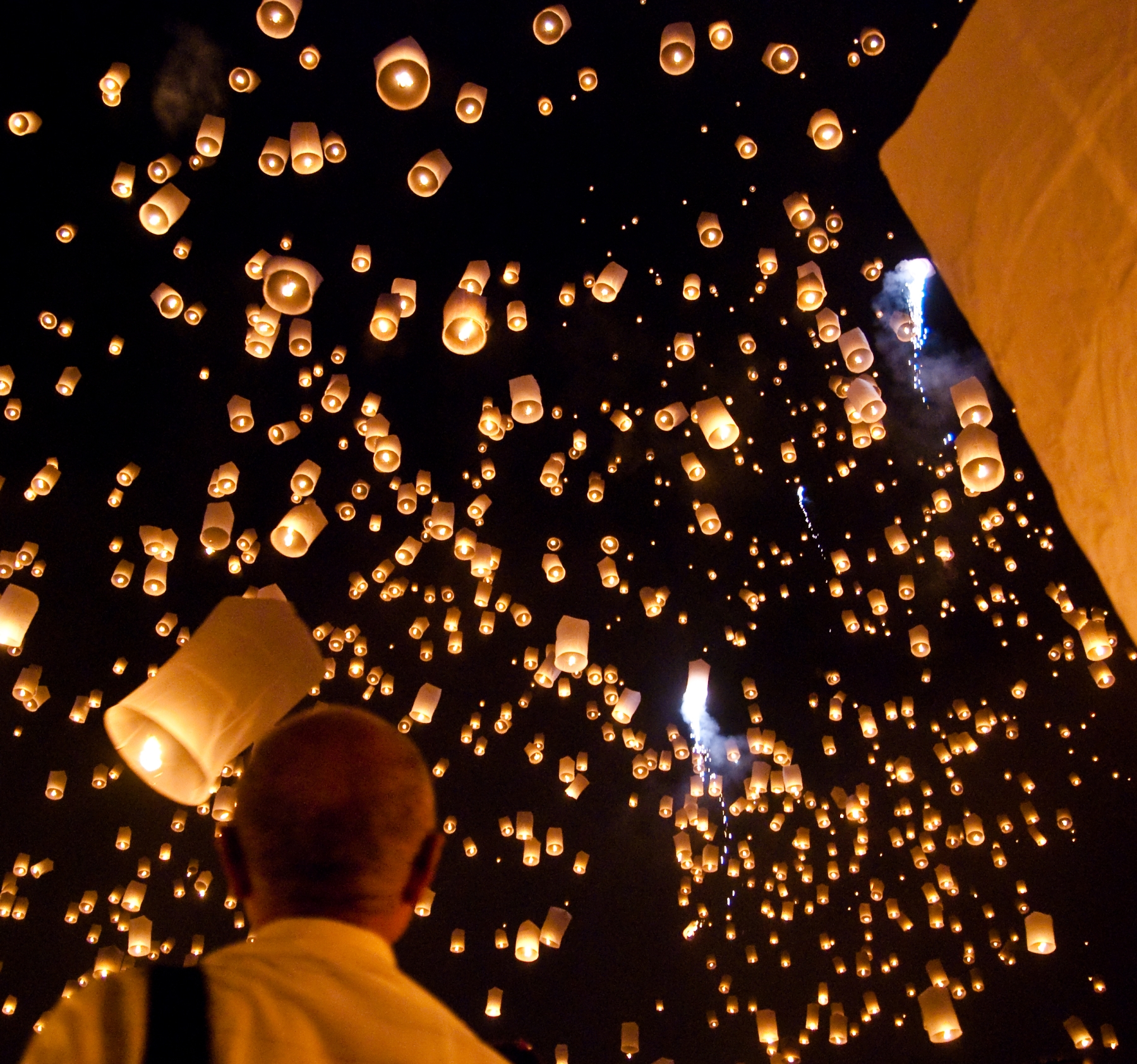
Több ezer Khom Loi Mae Cho-ban, Chiang Mai

A Loi Krathong egybe esik a Lanna (Észak-Thaiföld) fesztivállal, más néven a Yi Peng-el (Thai:ยี่เป็ง).A Yi "2"-t, a Peng "holdtölte napját" jelenti. A Yi Peng név a 2. holdra utal a Lanna holdnaptár szerint (a Thai holdnaptár szerint ez a 12. hónap).
A Lanna típusú lámpások sokasága (khom loi :โคมลอย), (lebegő lámpások) az égen békésen átúszó hatalmas fluoreszkáló medúzák tömegére emlékeztet. A Khom loi -t vékony szövetből (rizspapír) készítik, amit bambusz, vagy drótkeret köré feszítenek, majd ehhez egy gyertyát illesztenek. Mikor meggyújtják, a meleg levegő megtölti a lámpás belsejét, és felemeli az égbe.
Mivel a lámpások veszélyesek az elhaladó légi járművekre, és kárt tehetnek fontos épületekben, mint a Nagy Palota, templomok, kormányzati épületek, a khom loi-t fokozottan felügyelik . Bangkokban 2014-ben minden fesztiválozónak megtiltották a lámpások felengedését, minden rendezvényterületen este 6 órától reggel 5 óráig. A szabályszegőkre halálbüntetés, életfogytiglan, 5-10 év szabadságvesztés várhat, függően az okozott kár mértékétől.
A fesztivál alatt az emberek egyúttal házaikat, kertjeiket, templomaikat is feldíszítik a khom fai-val (Thai:โคมไฟ), (bonyolult formájú papírlámpások).A lámpások további változatai: Khom thue (Thai:โคมถือ) pálcán hordozható lámpás, khom khwaen (Thai:โคมแขวน) függő lámpás, és khom pariwat (Thai:โคมปริวรรต), melyekkel templomokat díszítenek, és a meleg levegőtől folyamatos forgásban vannak. A legkidolgozottab Yi Peng ünnepség Chiang Mai-ban tekinthető meg, a Lanna királyság ősi fővárosában, ahol mára együtt ünneplik a  Loi Krathong-ot és a Yi Peng -et, ezzel vízen lebegő, kertekben függő, és egekben szálló lámpások garmadáját eredményezve. A Yi Peng hagyományát Laos is átvette a 16. század alatt.

## Hasonló fesztiválok
- Tazaungdaing festival – Burmai fényfesztivál
- Diwali – Indiai fényfesztivál
- Tōrō nagashi – Japán lámpásfesztivál
- Bali Jatra - India

## Galéria

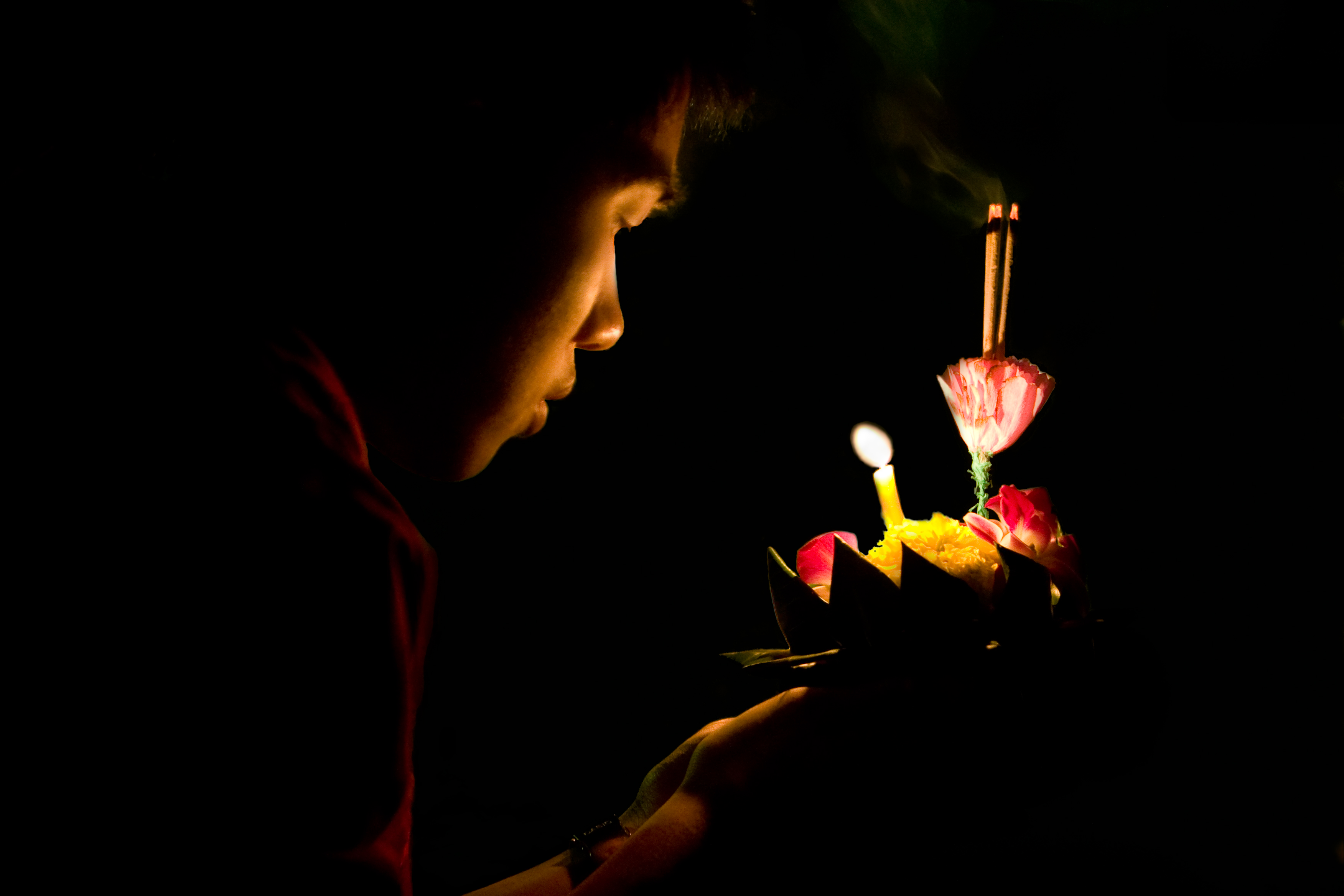
Loi Krathong 2007, Lumpini Park, Bangkok
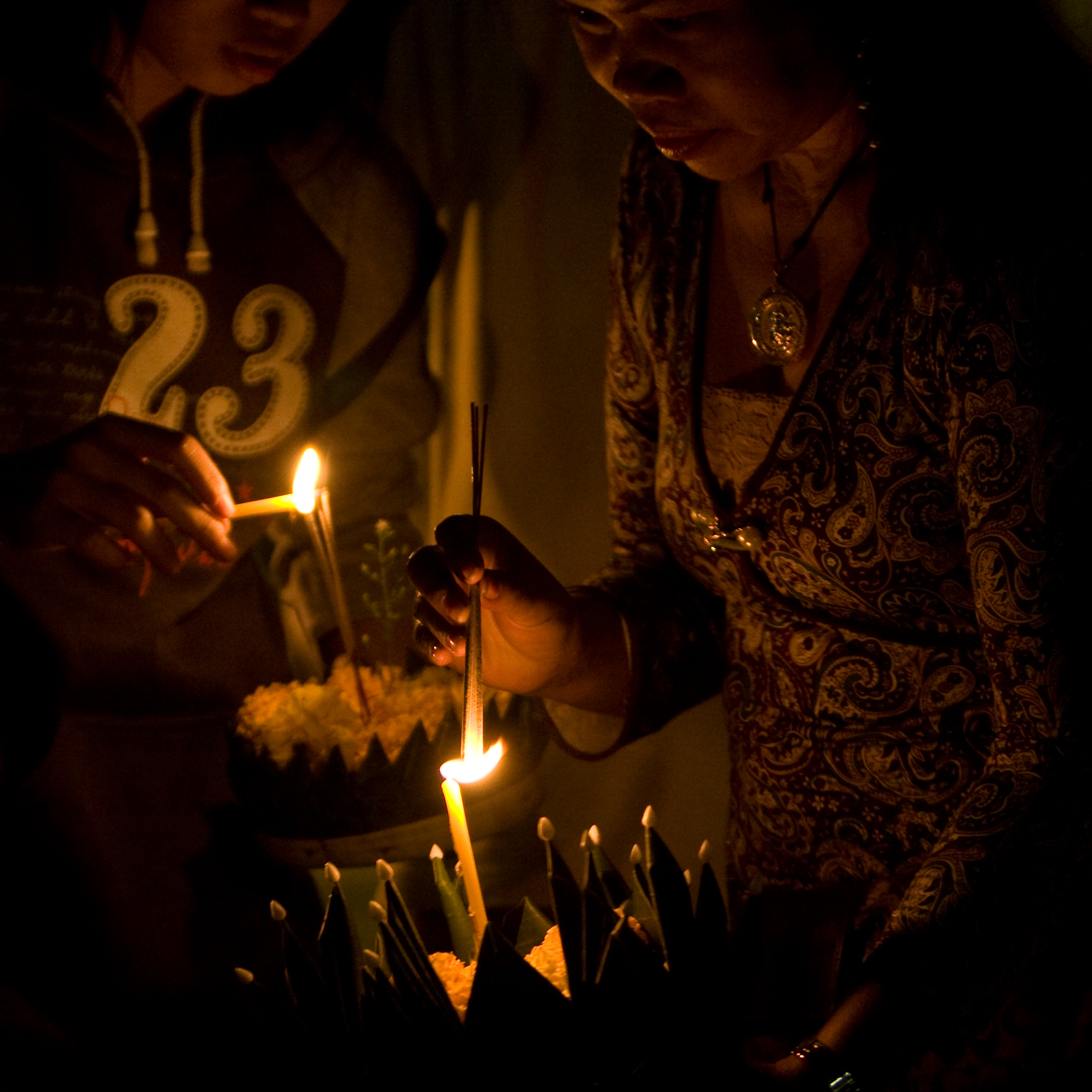
Loi Krathong 2007, Lumpini Park, Bangkok
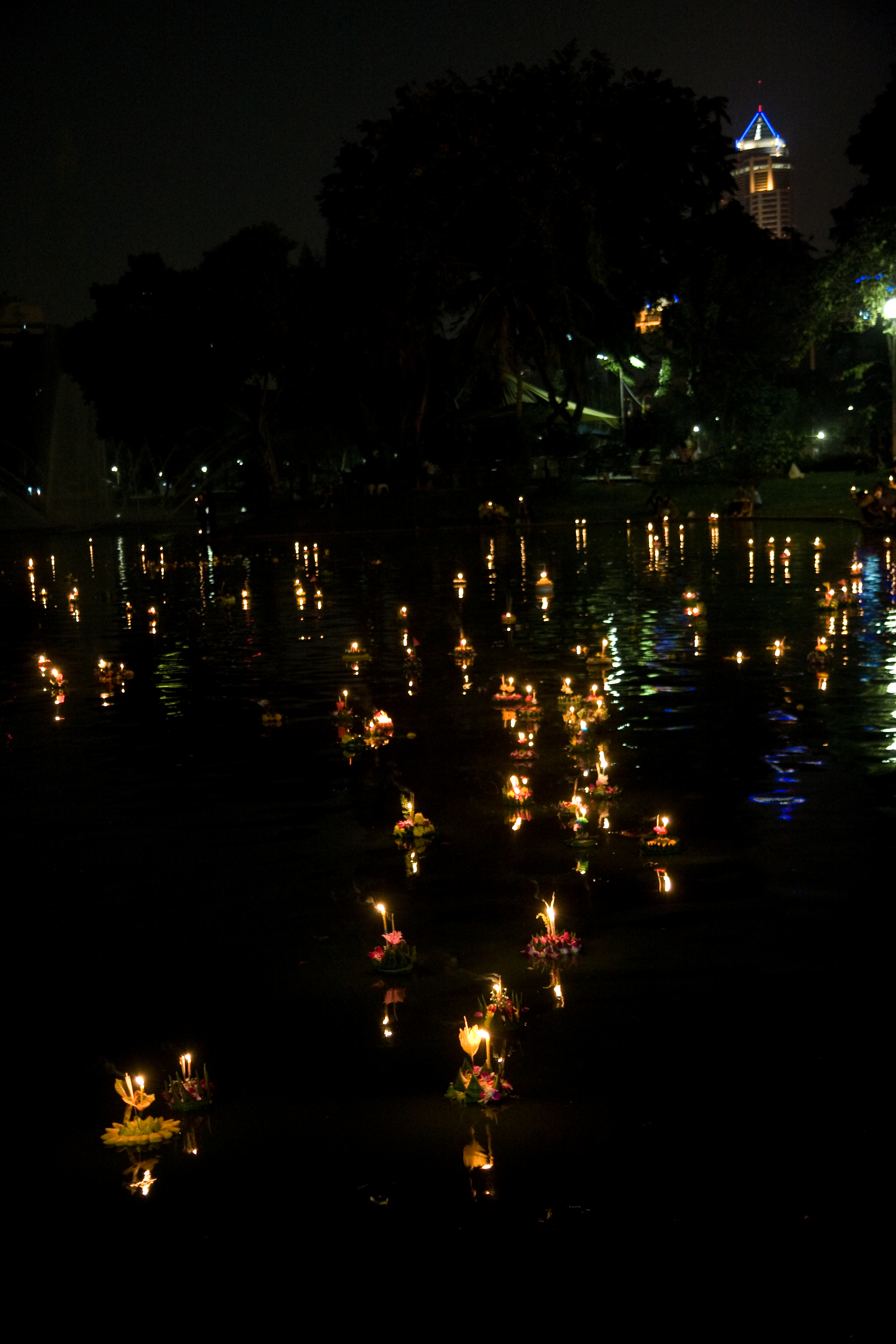
Loi Krathong 2007, Lumpini Park, Bangkok
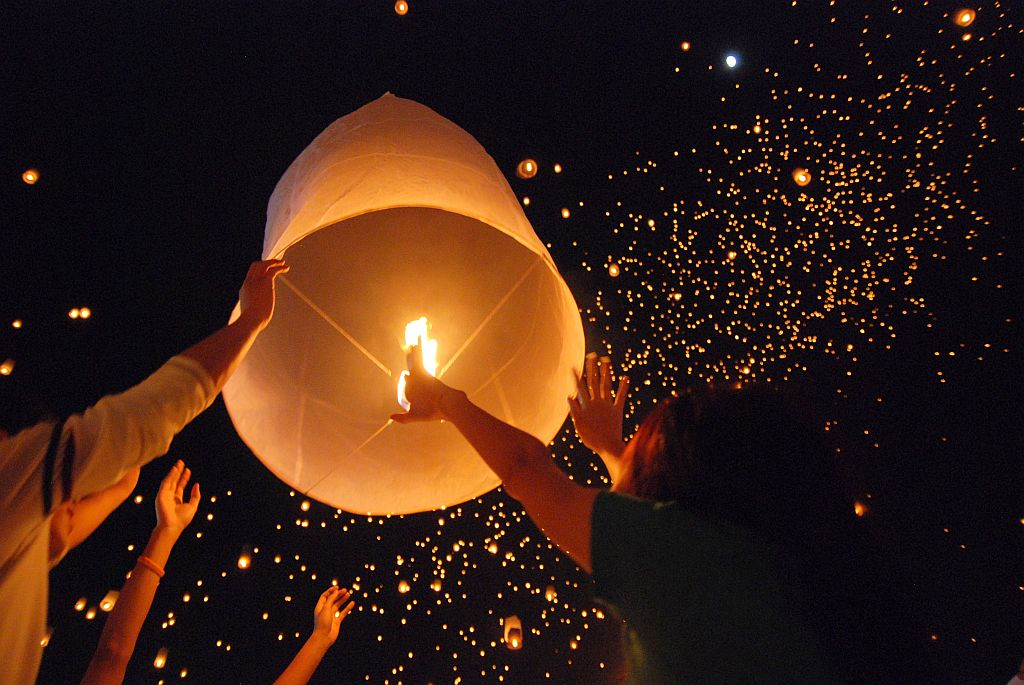
khom loi felengedés, Yi Peng fesztivál, Mae Cho, Chiang Mai
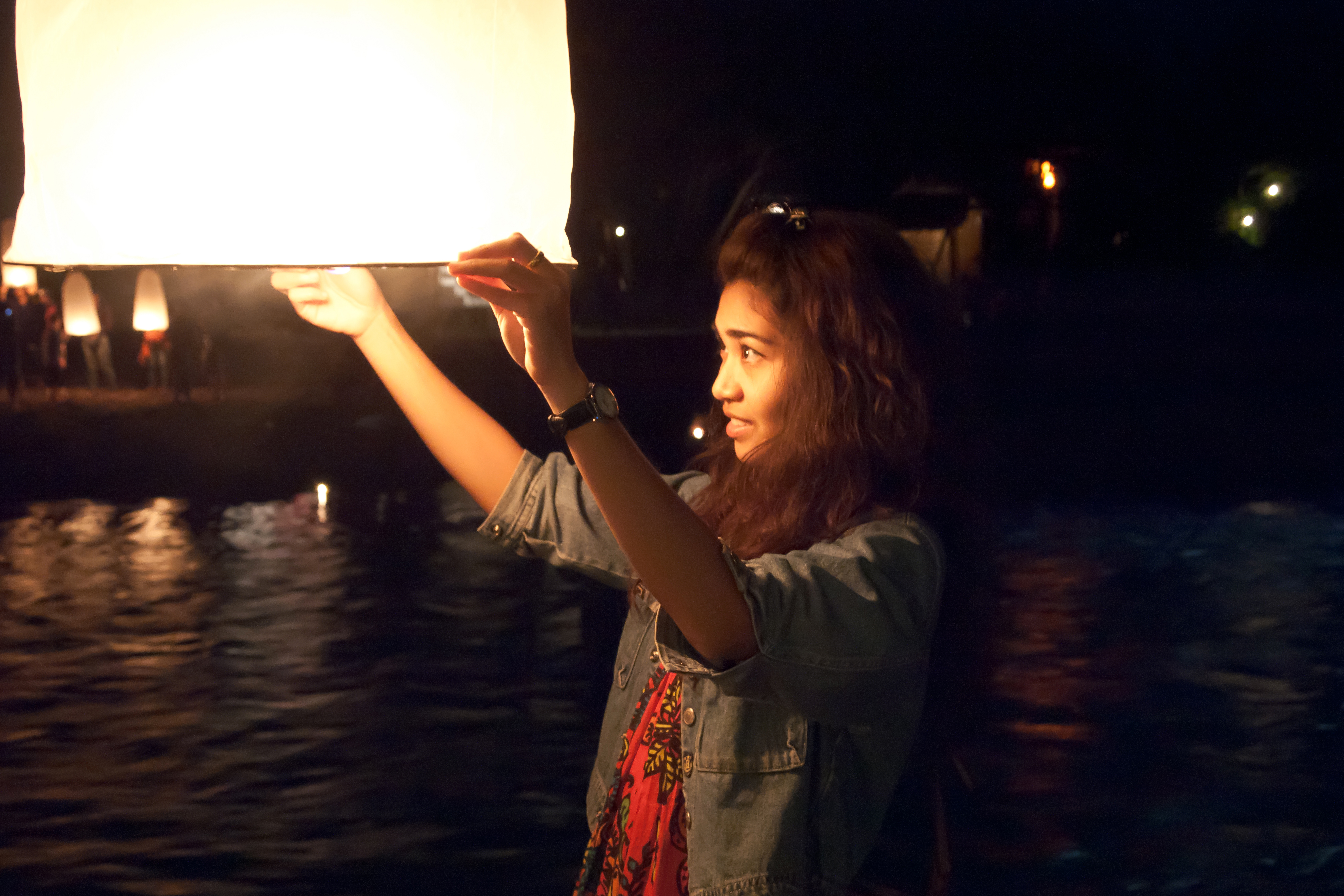
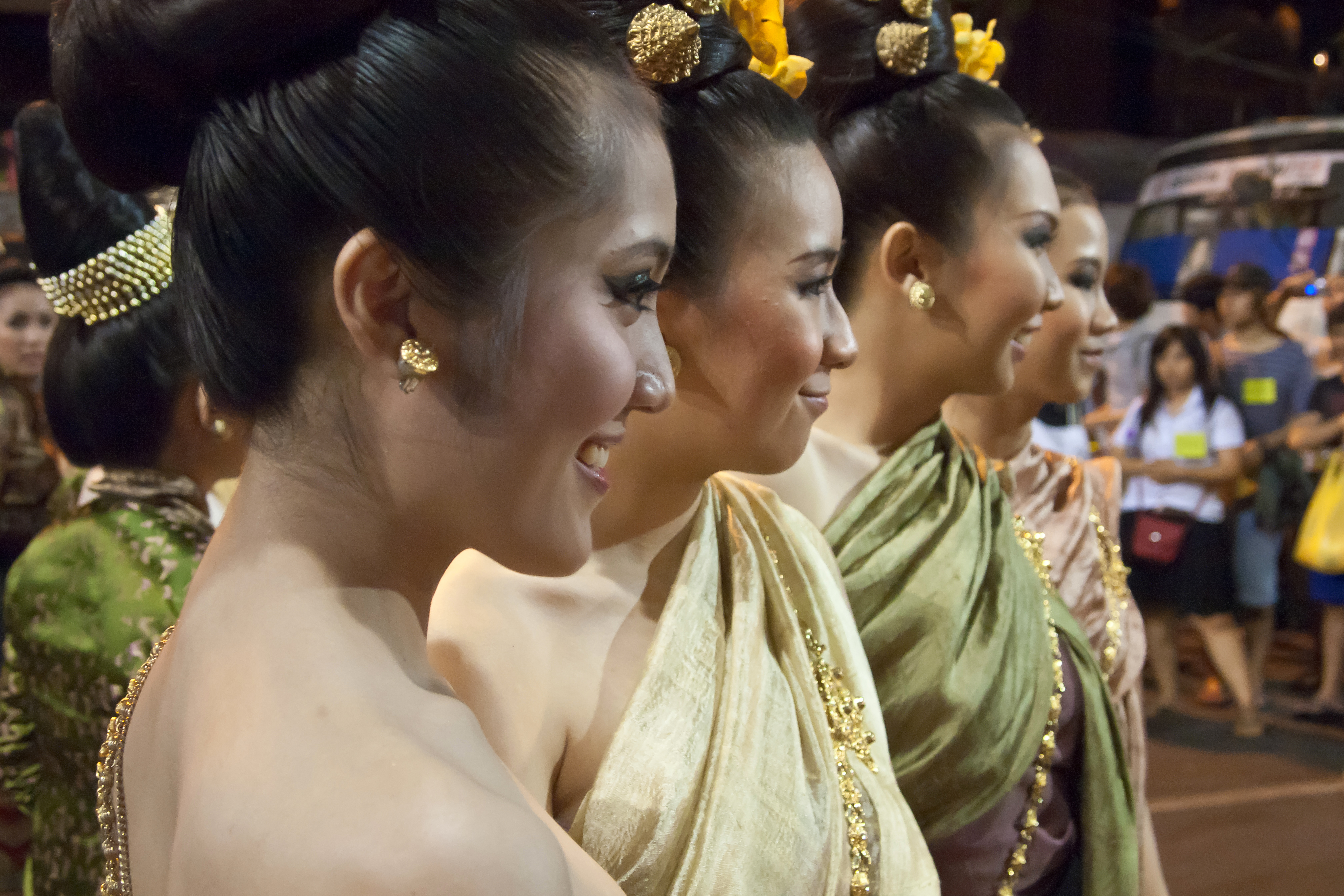
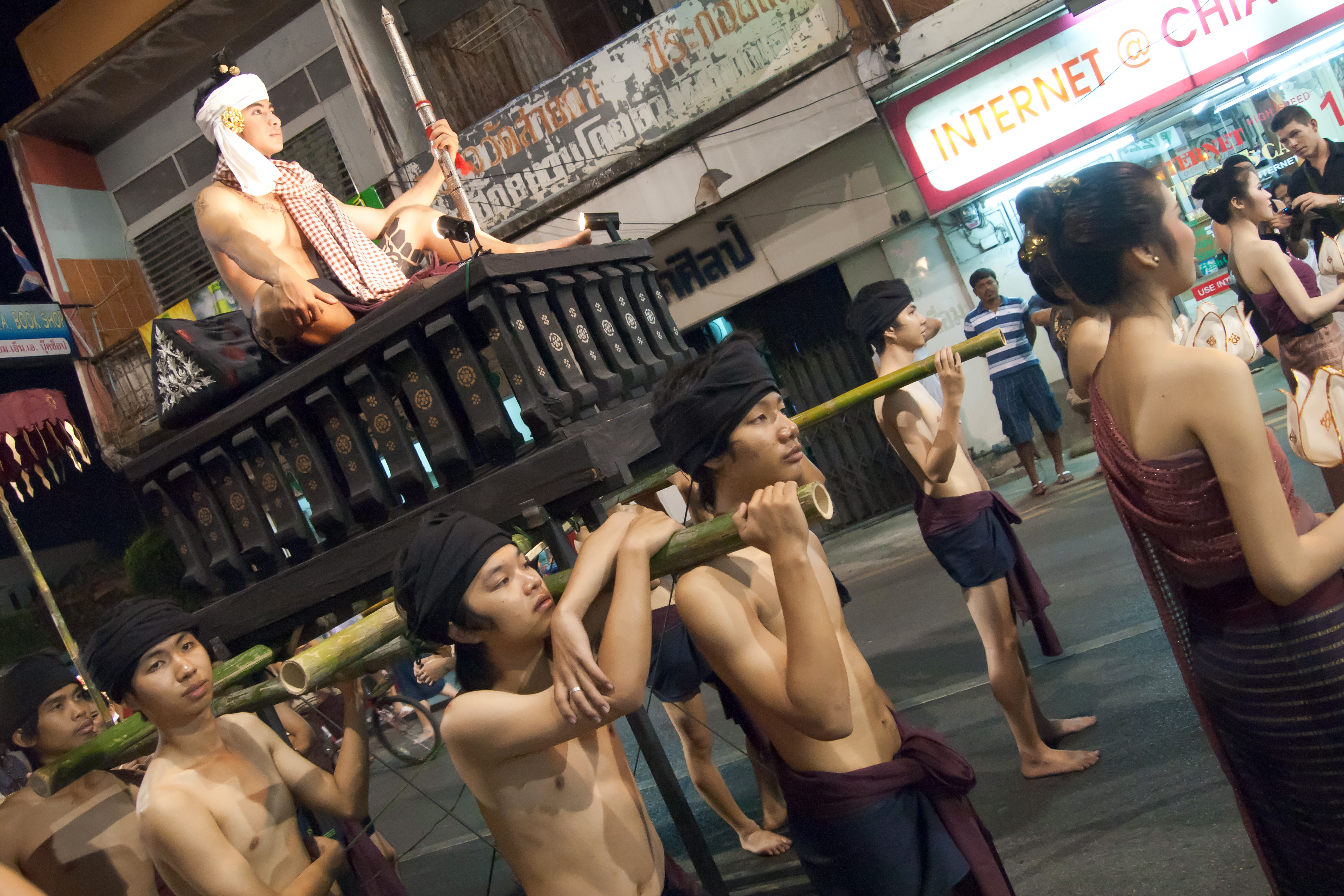
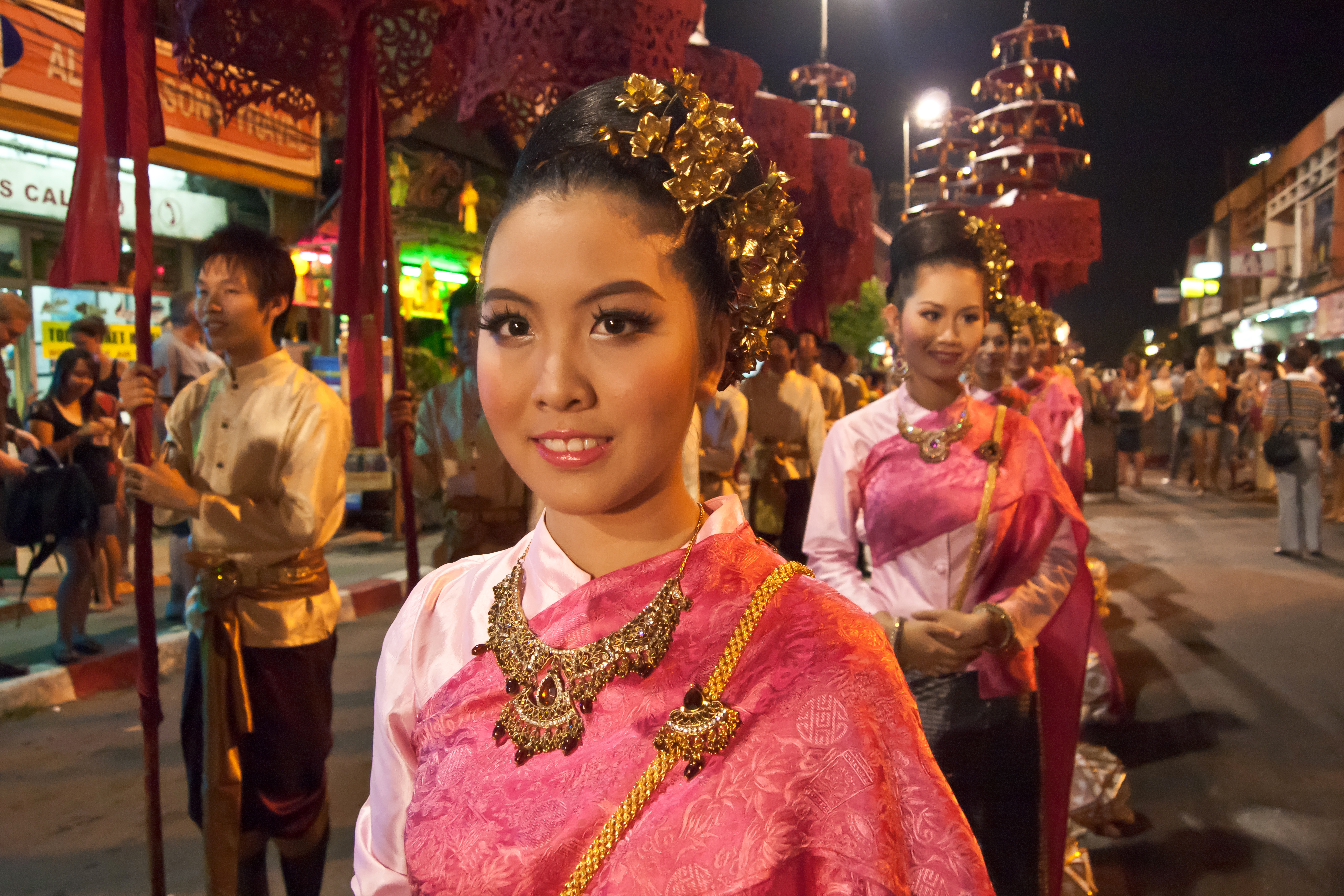
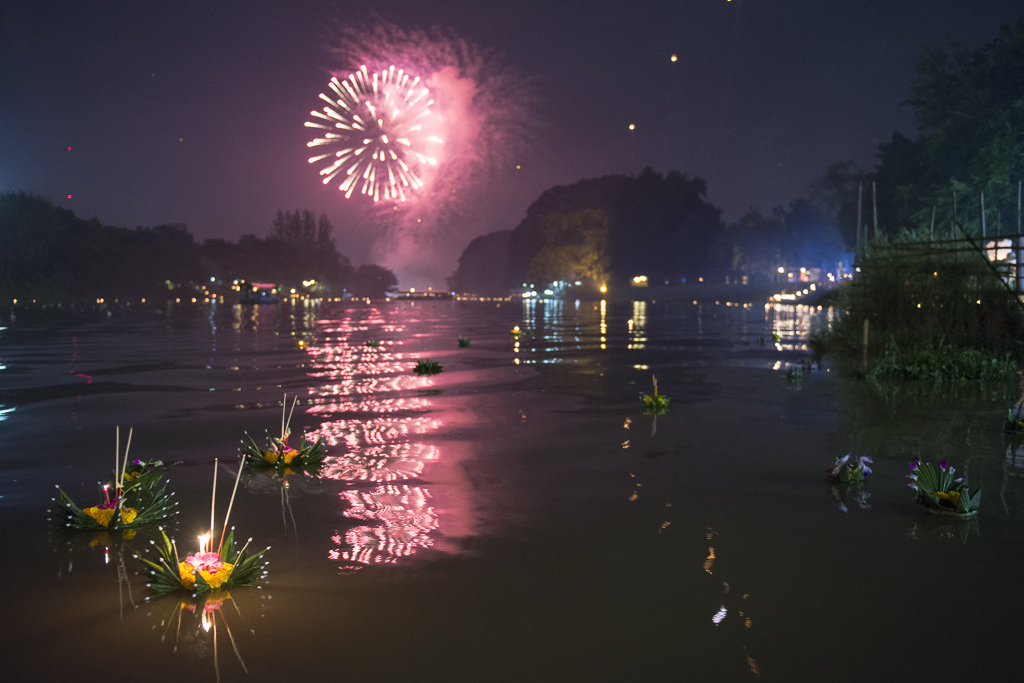

- Loi Krathong 2014 - videó

## Külső hivatkozások
- Sukhothai celebrations
- Tourism Authority of Thailand (TAT) Loi Krathong Information
- Suttinee Yavaprapas; Chaleo Manilerd; Thailand. Krasūang Watthanatham. External Relations Division; Thailand. Krasūang Watthanatham. Office of the Permanent Secretary (2004). Loy Krathong Festival. Ministry of Culture, External Relations Division. ISBN 978-974-9681-22-0. Hozzáférés ideje: 5 October 2011. Cite uses deprecated parameter |coauthors= (help)
- Donald K. Swearer (1 February 2010). The Buddhist world of Southeast Asia. SUNY Press. pp. 49–. ISBN 978-1-4384-3251-9. Hozzáférés ideje: 5 October 2011.
- Anuman Rajadhon (Phrayā) (1956). Loy krathong & Songkran festival. National Culture Institute. Hozzáférés ideje: 5 October 2011.
- The Kingdom of the Yellow Robe. Forgotten Books. pp. 358–367. ISBN 978-1-4400-9096-7. Hozzáférés ideje: 5 October 2011.